# -schoß
-schoß [-ʃɔs] ist eine Ortsendung, die unter anderem am Unterlauf des Wahnbachs, beziehungsweise bei den Dörfern um die Wahnbachtalsperre, aber auch im gesamten Rheinland zu finden ist. Orte mit dieser Endung sind bspw. Mayschoß, Prischoß, Happerschoß, Heisterschoß oder Vettelschoß. Es ist nicht sicher, ob diese Endung in allen Fällen denselben etymologischen Ursprung besitzt.

## Bedeutung
Die Schreibweise in alten Urkunden ist z. B. 1054 -scozze oder 1129 -scoz und hat die Bedeutung von Vorspringendes, Spitze, Ecke, Winkel, Gipfel oder Bergvorsprung (vgl. ags. sceát, lat. angulus (Winkel), pars, portio).

## Orte
Folgende Orte an der Wahnbachtalsperre enden auf -schoß
| Westlich                                        | Östlich                                 |
| ----------------------------------------------- | --------------------------------------- |
| - Braschoß - Halbinsel Breitschoß - Gut Umschoß | - Happerschoß - Heisterschoß - Remschoß |